# 亞曼套山
亞曼套山是俄羅斯的山峰，屬於烏拉山脈的一部分，由巴什科爾托斯坦共和國負責管轄，海拔高度1,640米，每年平均降雨量700至1,100毫米。另外，據說蘇俄的核子碉堡坐落於此山。

## 外部連結
- Yamantau on PANORAMIO
- Yamantau （页面存档备份，存于）
- What's going on in the Yamantau mountain complex? （页面存档备份，存于）
- The Return of the Doomsday Machine?（页面存档备份，存于）

1. ↑   (PDF).   [2020-04-18]. （原始内容存档 (PDF)于2017-01-26）.